# Samuil av Bulgarien
Samuil, född 958, död 1014, var tsar i det första bulgariska riket 997–1014. Åren 977–997 var han general under tsar Roman.
Under Samuils styre var Ohrid Bulgariens huvudstad. Samuils tid som tsar började år 997 när han tog makten från sin företrädare tsar Roman.
Samuil var känd som en framgångsrik general och utvidgade rikets territorium i alla riktningar. Snart härskade den bulgariske tsaren över nästan hela Balkanhalvön (delar av nuvarande Grekland och Thrakien var kvar under bysantinsk kontroll). År 986 besegrade tsar Samuil den bysantinske kejsaren Basileios II:s armé på slagfältet vid bergspasset Trojanov prochod och kejsaren vände sig därefter österut för nya erövringar.
Efter segern mot Basileios II så utvidgades det bulgariska riket medan ett inbördeskrig bröt ut i Bysantinska riket. Med hjälp av trupper med varjager (nordmän) som skickats av Basileios II:s allierade, monarken Vladimir den store, kunde Basileios II underkuva den upproriska adeln och slutligen möta tsar Samuils armé.
Vid slaget vid Kleidion den 29 juli 1014 besegrade Basileios II tsar Samuils armé.  Basileios II lär ha varit mycket grym och sägs ha stuckit ut ögonen på 14 000 tillfångatagna bulgariska soldater efter slaget och fick smeknamnet Bulgaroktonos som betyder "bulgardödare". Samuil tog på sig skulden för nederlaget och dog den 6 oktober.

## Galleri

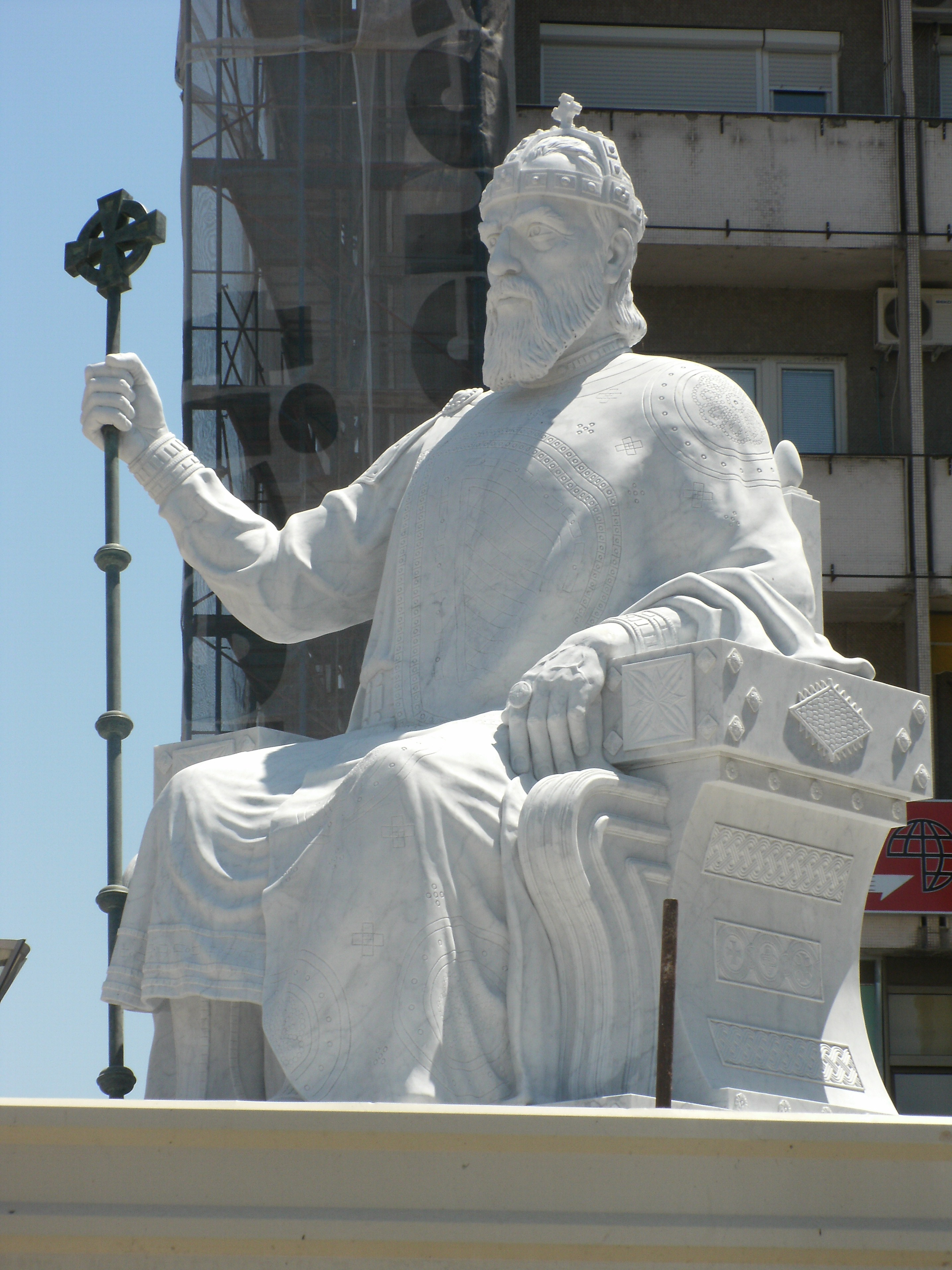
Monument föreställande Samuil av Bulgarien i Skopje i Nordmakedonien